# Anché (Indre-et-Loire)
Anché é uma comuna francesa na região administrativa do Centro, no departamento Indre-et-Loire. Estende-se por uma área de 8,07 km². Em 2010 a comuna tinha 429 habitantes (densidade: 53,2 hab./km²).